# Младост (Добой)
«Младост» (босн. Fudbalski klub Mladost Doboj Kakanj) — професіональний боснійський футбольний клуб з села Добой поблизу міста Какань. Заснований 25 травня 1959 року. Домашні матчі проводить на стадіоні «Младост» місткістю 3 000 глядачів.

## Досягнення
- Перша ліга: чемпіони: 2014–15
- Друга ліга: чемпіони: 2012–13